# Rivière Isidore Est
Rivière Isidore Est är ett vattendrag i Kanada.   Det ligger i provinsen Québec, i den östra delen av landet, 600 km nordost om huvudstaden Ottawa.
I omgivningarna runt Rivière Isidore Est växer i huvudsak barrskog. Trakten runt Rivière Isidore Est är nära nog obefolkad, med mindre än två invånare per kvadratkilometer.